# Der Traumzauberbaum 3 – Rosenhuf, das Hochzeitspferd
Der Traumzauberbaum 3 – Rosenhuf, das Hochzeitspferd ist eine Geschichtenlieder-Produktion aus dem Jahr 2011 als Hörspiel und Bühnenshow für Kinder von Reinhard Lakomy (Komposition) und Monika Ehrhardt (Texte). Das Hörspiel erschien am 16. September 2011 auf CD bei Sony Music. Es ist die zweite Fortsetzung des 1980 erschienenen Hörspiels Der Traumzauberbaum. Es ist die 12. CD der gesamten Traumzauberbaumreihe. Zeitgleich zur Veröffentlichung der CD gab es eine Bühnenshow.

## Handlung
In der Geschichte des Traumzauberbaums geht es um den Rocker-Kater Bielefeld, der die Prinzessin Odjessa heiraten will. Damit die Hochzeit auch zu einem Erfolg wird, benötigt er die Hilfe und Unterstützung von Rosenhuf, dem Hochzeitspferd, und von Antonia, der Findefee. Der Traumzauberbaum sorgt mit seiner Magie dafür, dass es ein gelungenes Fest ist.

## Titelliste
1. Hörst Du das Klingen
2. Sie hat mich nicht mehr lieb
3. Geht ein Königsschiff auf Reisen
4. Schlaflied
5. Der Traumzauberbaum
6. Ein kleiner Park
7. Rote Küsse aus Papier
8. Rosenhuf, das Hochzeitspferd
9. Trink mit mir ein Tässchen Tee
10. Der große Haudrauf
11. Geburtstagskuchen
12. Die Ach-Du-Schreck-Herrjeh-Person
13. Moosmutzelmarmelde
14. Das Wolkenschaf Miepchen
15. Der Hopsetanz
16. Schüttle dich und rüttle dich
17. Das Mutschekiepchen
18. Findefee Antonia
19. Lied vom kleinen Sausewind
20. Lied von der Tri-Tra-Traurigkeit
21. Ein bunter Clown
22. Morgentau
23. Dunkelmunkel
24. Du kannst das Glück nicht fangen
25. Küss mich noch mal
26. Remmidemmi
27. Eine Mietzekatzenhochzeit

Gesang: Reinhard Lakomy, Barbara Hellmuth, Olivia Winter, Susanne Wiemer, Friederike Walter, Jürgen Thormann, Ernst-Georg Schwill, Tino Eisbrenner